# 中國醫藥大學
中國醫藥大學，簡稱中國醫大、中國醫或中醫大，是位於臺灣臺中市的私立大學。原名中國醫藥學院於1958年創辦，是臺灣第一間中醫藥學的醫學院，自2003年起升格為中國醫藥大學。中國醫藥大學附設醫院成立於1980年，現醫療體系分佈於臺灣各縣市。近年來，中國醫藥大學逐漸發展成為全國最具中、西醫藥學整合特色，以及基礎與臨床整合的頂尖醫藥大學。

## 沿革
1956年3月，立法院第11次院會通過中醫藥教育法案：「設置中醫學校及成立研究機構」，同年6月教育部決議恢復設置國立中國醫藥研究所（今衛生福利部國家中醫藥研究所）。
1958年，由於教育部並未設置中醫學校，中醫師覃勤、陳固、陳恭炎等人共同創辦中國醫藥學院，以現代醫學來改進中醫藥學，董事長覃勤兼首任院長。最初設有醫科與藥學系，1965年增設夜間部藥學系兩班、中醫科及護理專修科。
1972年陳立夫出任董事長，獲准將中醫學系由6年改為7年，畢業生授予醫學士學位，並成立針灸研究中心、抗癌研究中心與中藥研究中心。1974年成立中藥研究所碩士班。
1980年11月16日，中國醫藥大學附設醫院正式開業。
1985年設立雲林縣北港分部與中正醫學中心。
1989年設立中國醫藥研究所博士班。自早期致力於中醫藥現代化，創校至2001年已經擴展為12個學系、7個研究所、1個分部、2所附設醫院之規模。
2003年8月升格為中國醫藥大學。
2014年榮獲第二期邁向頂尖大學計畫之頂尖研究中心補助，設立中醫暨針灸研究中心，獲得每年1億元補助自2014年起至2018年止，中國醫列為17所頂尖大學之一。
2017年與亞洲大學成立「中亞聯合大學系統」，共享課程、圖書資訊等資源。
2018年於教育部高等教育司的「高等教育深耕計畫」中獲得2億226萬元補助（包含USR與Global Taiwan研究中心），經費排名第12名。而在「大學社會責任補助計畫（簡稱USR）」的一般大學評比中，以「中醫藥在地化推動計畫」與「雙軌並進－建構融入中醫特色之創新社區長照服務模式」兩項計畫獲得通過；另於全校型特色領域研究中心（簡稱Global Taiwan研究中心）項目，由「新藥開發研究中心」與「中醫藥研究中心」獲得通過予補助；受中央研究院生化所陳慶士事件影響，新藥開發中心獲補助之經費每年四千萬元，雖已公開新聞列名離開研究團隊，但仍由曾任合著者的許翱麟教授與朱伯振助理教授加入中醫大，另亦有「藥癮與心智健康研究中心」。建構「腫瘤醫學研究中心」、「中醫暨針灸研究中心」、「中草藥研究中心」、「腦疾病研究中心」、「免疫醫學研究中心」等五大研究中心。
2020年10月水湳校區落成進駐，主要建築物有卓越大樓、創研大樓、關懷大樓、生醫產學研發大樓。
2022年取得臺中市立老人復健綜合醫院BOT案，同年10月17日正式動土，預計2025年底完工。
2025年5月3日，位於水湳校區由美國解構主義建築師法蘭克·蓋瑞設計的中國醫藥大學美術館動工，預計2028年完工。

## 校區
水湳校區
主要建築物有卓越大樓、創研大樓、關懷大樓、生醫產學研發大樓。
英才校區
立夫教學大樓、基礎醫學大樓、互助大樓、實驗大樓、學生宿舍；附設醫院第一醫療大樓、兒童醫療大樓、立夫醫療大樓、美德醫療大樓、復健醫療大樓、急重症中心大樓、癌症中心大樓、健康醫學中心大樓、眼耳鼻喉科醫學中心大樓。
北港分部
主要建築物有教學大樓、社團活動室、學生宿舍及北港附設醫院。

## 學術排名
美國史丹佛大學公布2024年「全球前2%頂尖科學家榜單（World’s Top 2% Scientists）」，中國醫藥大學暨醫療體系共59位學者入榜「2023年度科學影響力排行榜」，同時亦有57位學者入榜「終身科學影響力排行榜（1960-2023）」。
2024年中國醫藥大學在上海軟科世界大學（ARWU）「2024世界大學學術排名」全球第421名，次於台大及成大，台灣第3、私立大學第1；英國泰晤士高等教育特刊（THE）「2024世界最佳大學排名」，全球第316名，僅次於台大，台灣第2，私立大學第1；美國新聞與世界報導(U.S.News & World Report)「2025年全球最佳大學排名」全球第285名，僅次於台大，台灣第2、私立大學第1。2024年《遠見雜誌》台灣最佳大學排行榜醫學類龍頭、以及「私立大學」「中部大學」「學生人數規模中型大學」第一名。
2013年榮獲土耳其中東科技大學URAP世界大學排名第441名，在醫藥領域排名201名，在台灣的大學中排名第4；在農業與環境科學領域排名335名，在台灣的大學中排名第4；在生命科學領域排名271名，在台灣的大學中排名第4。
中國醫藥大學在上海交通大學2012年8月15日2012年「世界大學學術排名」，首度列在世界頂尖前500名（排名第453名），與台大、清華、成大、交大、長庚大學、陽明、中山、中央等九所臺灣大學同列世界前500大學名單，是中台灣唯一進榜的大學。明基友達基金會贈送紀念石雕，放置於中國醫藥大學台中校本部和風廣場。

2012年列在世界大學學術排名前500大，更挺進世界臨床醫學與藥學（簡稱醫科）領域前200強。臨床醫學與藥學的排名中，台灣有三所進入世界前200強，分別為國立台灣大學、中國醫藥大學與長庚大學。但2018出現危機，台北醫學大學論文數量於Q1超越中國醫大

## 歷任董事長

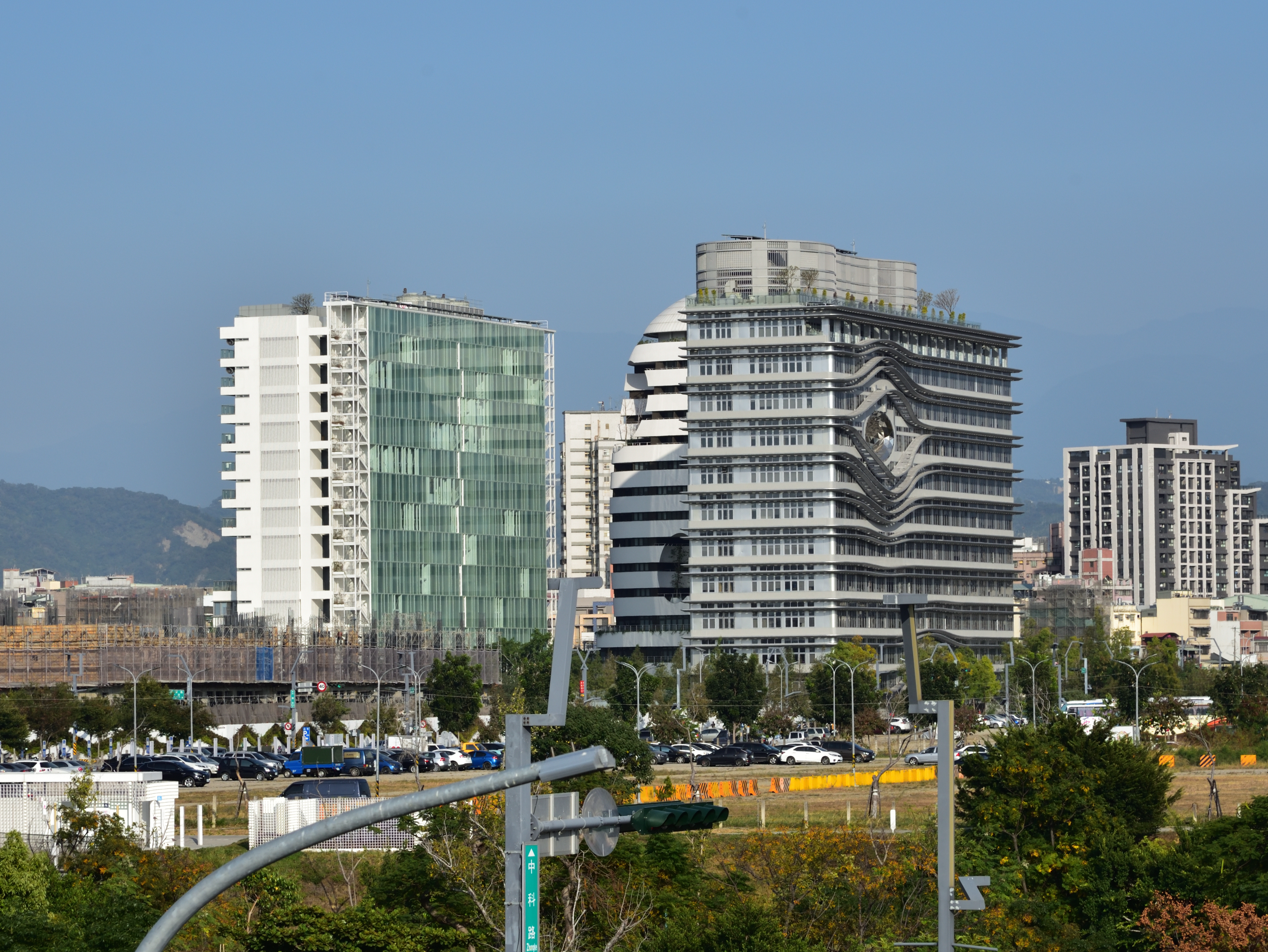
中國醫藥大學水湳校本部，位於水湳經貿園區

| 任期     | 姓名           | 備註             |
| -------- | -------------- | ---------------- |
| 1958年－ | 覃勤           |                  |
| 1961年－ | 楊肇嘉         |                  |
| 1961年－ | 王德溥         |                  |
| 1968年－ | 劉道元、許延俊 | 整理委員會召集人 |
| 1969年－ | 謝東閔         |                  |
| 1972年－ | 林敬義         | 代理             |
| 1972年－ | 陳立夫         |                  |
| 2001年－ | 蔡長海         | 現任             |

## 歷任校長
| 任別 | 姓名   | 任期                 | 備註          |
| ---- | ------ | -------------------- | ------------- |
| 1    | 覃勤   | 1958年－1959年       |               |
| 2    | 周邦道 | 1959年－1960年       | 代理          |
| 3    | 章啟民 | 1960年－1961年       | 代理          |
| 4    | 邱賢添 | 1961年－1964年       |               |
|      | 王德溥 | 1964年－1965年       |               |
| 5    | 徐佐周 | 1965年－1968年       | 代理          |
| 6    | 楊燕飛 | 1968年－1969年       | 整理期間兼任  |
|      | 李光宜 | 1969年－1970年       |               |
| 7    | 方中民 | 1970年－1972年       |               |
| 8    | 鄭通和 | 1972年－1980年       |               |
| 9    | 郭榮趙 | 1980年－1987年1月    |               |
| 10   | 王廷輔 | 1987年2月－1987年6月 | 代理          |
| 11   | 陳梅生 | 1987年7月－1996年7月 |               |
| 12   | 郭盛助 | 1996年8月－1999年7月 |               |
| 13   | 謝明村 | 1999年8月－2002年7月 |               |
| 14   | 陳偉德 | 2002年8月－2003年1月 |               |
| 15   | 葉純甫 | 2002年2月－2005年7月 |               |
| 16   | 黃榮村 | 2005年8月－2014年1月 | 2013年5月請辭 |
| 17   | 李文華 | 2014年2月－2019年1月 | 自中研院借調  |
| 18   | 洪明奇 | 2019年2月－          | 交接典禮公告  |

## 組織

### 教學單位

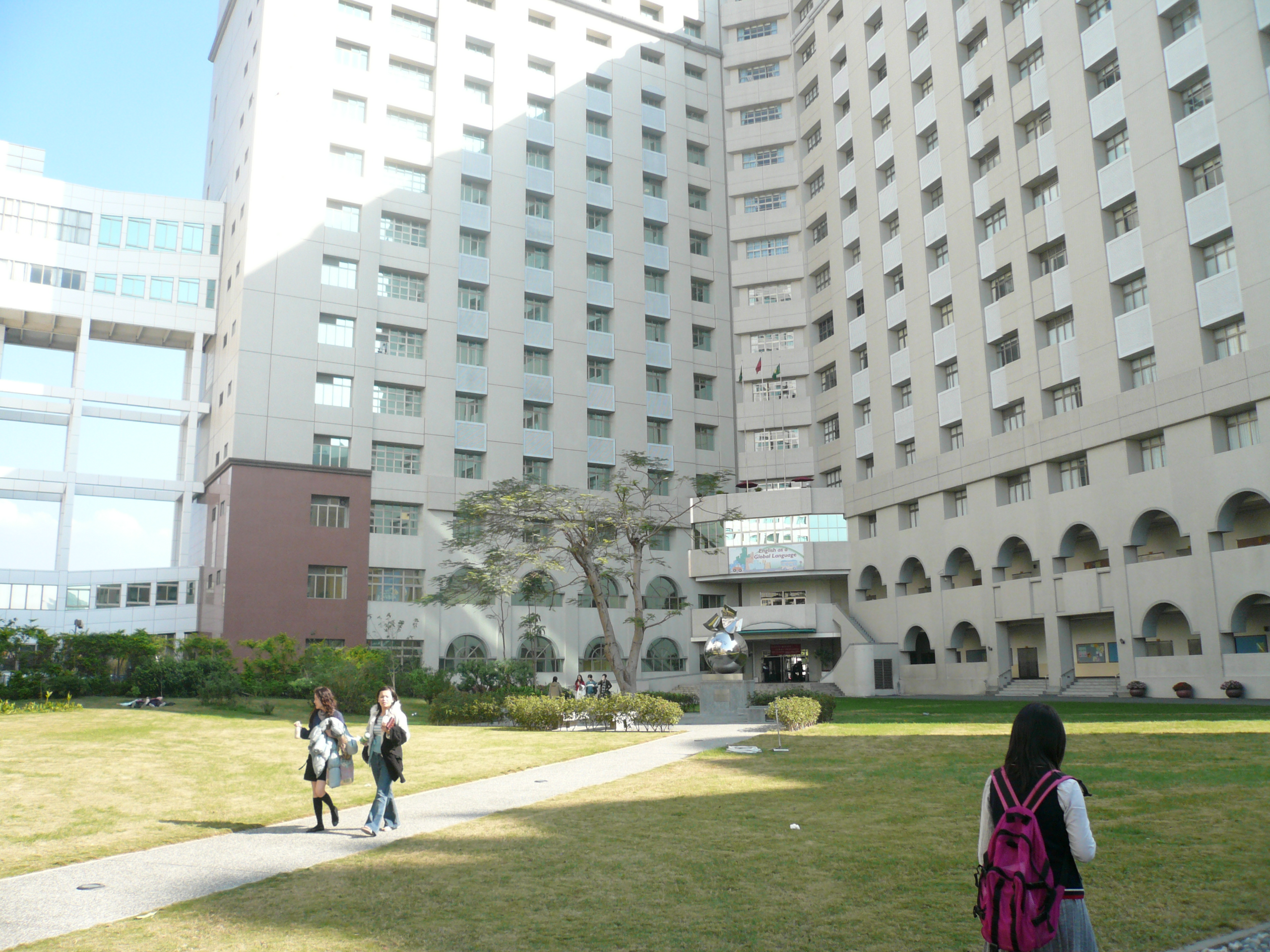
英才校區立夫教學大樓

中國醫藥大學於設有9個學院，113學年度共有20個學士班、38個碩士班、22個博士班，以及通識教育中心。
| 醫學院 | 醫學系（學）                         | 醫學檢驗生物技術學系（學、碩） |
| 醫學院 | 生物醫學影像暨放射科學學系（學、碩） | 生物醫學研究所（碩、博）       |
| 醫學院 | 國際生物醫學碩士學位學程             | 老化醫學博士學位學程           |
| 醫學院 | 轉譯醫學博士學位學程                 | 癌症生物與藥物研發博士學位學程 |
| 醫學院 | 生醫科技產業博士學位學程             | 新藥開發研究所博士班           |

| 中醫學院 | 中醫學系（學、碩、博）               | 學士後中醫學系             |
| 中醫學院 | 中國藥學暨中藥資源學系（學、碩、博） | 中西醫結合研究所（碩、博） |
| 中醫學院 | 針灸研究所（碩、博）                 | 國際針灸碩士學位學程       |
| 中醫學院 | 中獸醫碩士學位學程                   |                            |

| 藥學院 | 藥學系（學、碩、博） | 藥用化妝品學系（學、碩） |
| 藥學院 | 製藥碩士學位學程     |                          |

| 公共衛生學院 | 公共衛生學院大一不分系       | 公共衛生學系（學、碩、博） |
| 公共衛生學院 | 職業安全與衛生學系（學、碩） | 醫務管理學系（學、碩）     |
| 公共衛生學院 | 公共衛生國際碩士學位學程     |                            |

| 健康照護學院 | 護理學系（學、碩）         | 物理治療學系（學、碩）   |
| 健康照護學院 | 運動醫學系（學）           | 營養學系（學、碩、博）   |
| 健康照護學院 | 食品暨藥物安全碩士學位學程 | 健康科技產業博士學位學程 |

| 生命科學院 | 生物科技學系（學、碩、博） | 生物科技產業博士學位學程 |

| 人文與科技學院 | 科技管理碩士學位學程     | 科技法律碩士學位學程 |
| 人文與科技學院 | 數位健康創新碩士學位學程 |                      |

| 牙醫學院 | 牙醫學系（學、碩、博） | 口腔醫學產業碩士班 |

| 醫學工程學院 | 生物醫學工程碩士學位學程 | 醫學工程與復健科技產業博士學位學程 |

| 通識教育中心 |
| ------------ |

| 其他 | 立夫中醫藥博物館                | 文創禮品部             |
| 其他 | 中草藥農林實驗場                | 新竹健康產業園區籌備處 |
| 其他 | 水湳校區-國際健康產學園區籌備處 |                        |

### 中心單位
| 中心單位 | 推廣教育中心             | 圖書資訊中心     | 神經醫學中心 |
| 中心單位 | 教師發展中心             | 中醫藥研究中心   |              |
| 中心單位 | 癌症生物精準醫學研究中心 | 新藥開發研究中心 |              |
| 中心單位 | 免疫醫學研發中心         | 生醫工程研發中心 |              |
| 中心單位 | 老化醫學研究中心         | 學術倫理中心     |              |

### 附設機構

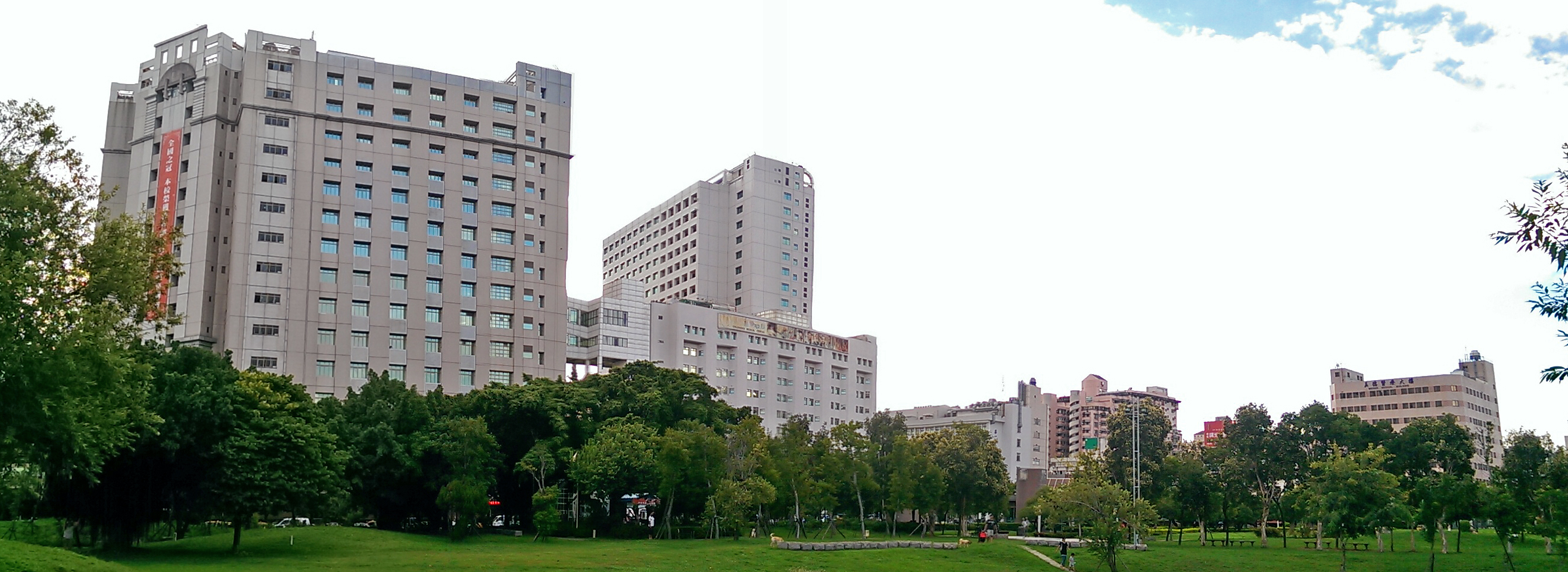
中國醫藥大學附設醫院

| 中國醫藥大學附設醫院 | 臺中總院 | 兒童醫院 | 北港附設醫院 | 新竹附設醫院 | 臺中市立老人復健綜合醫院（籌建中） |

| 其他醫療體系 | 臺中東區分院 | 臺北分院 | 豐原分院 | 草屯分院 |

| 委託經營 | 臺南市立安南醫院 | 惠盛醫院 | 陽光精神科醫院（臺中市清水區） | 虎尾農會診所 |

| 支援地區醫療院所 | 臺中監獄培德醫院 | 中部科學園區員工診所 | 地利診所 |

| 策略聯盟 | 為恭醫療財團法人為恭紀念醫院 |

## 衍生企業
- 醫教諮詢股份有限公司
- 領航生技股份有限公司
- 百醫醫材科技股份有限公司
- 研霖生技開發股份有限公司
- 山子生物科技股份有限公司
- 長新生醫國際股份有限公司
- 凱寧達康股份有限公司
- 長陽生醫國際股份有限公司
- 芙姵爾生醫股份有限公司
- 視航生物醫學股份有限公司
- 百瑞柏生醫股份有限公司
- 台灣本草藥物科技股份有限公司
- 長聖國際生技股份有限公司
- 長佳智能股份有限公司
- 聖安生醫股份有限公司
- 康健生活國際股份有限公司

## 校友

### 榮譽校友
- 哈鴻潛（97年6月）
- 邱年永（97年6月）
- 洪瑞松（107年6月）
- 黃榮村（107年6月）

### 傑出校友
- 中國醫藥大學 林昭庚董事（88年7月）
- 中國醫藥大學 蔡長海董事長（89年6月）
- 中國醫藥大學 謝明村教授（89年6月）
- 美國心血管外科醫師陳寬正（93年6月）
- 韓國慶熙大學校鍼灸經絡科學研究中心 李惠貞所長（97年6月）
- 台灣慈濟大學 王本榮校長（97年6月）
- 美國艾文理大學（亞特蘭大）楊義明教授
- 台灣蔡秀逸外科婦產科診所 蔡秀逸醫師
- 美國加州大學醫學院麻醉和加護病房科 湯竹林教授（103年6月）
- 中國醫藥大學副校長 蔡輔仁教授（103年6月）
- 永信藥品工業股份有限公司 李芳裕董事長（103年6月）
- 中國醫藥大學校務顧問 陳偉德講座教授（103年6月）
- 台東馬偕紀念醫院骨科資深主治醫師 張冠宇醫師（103年6月）
- 瑩米蘭國際股份有限公司 廖瑩怡董事長（103年6月）
- 創作歌手、音樂家 羅大佑（103年6月）
- 中國醫藥大學 林正介副校長（107年6月）
- 五福眼科 林逸民院長（107年6月）
- 國立臺灣藝術大學 林隆達教授（107年6月）
- 民進黨第9屆不分區立法委員 邱泰源（107年6月）
- 中國醫藥大學 高尚德教授（107年6月）
- 中國醫藥大學台南市校友會 莊明雄名譽會長（107年6月）
- 臺灣細胞免疫醫學會 許庭源副理事長（107年6月）
- 中國醫藥大學 郭盛助講座教授（107年6月）
- 美國哈佛大學附屬麻省總醫院 陳健行特聘僱問醫師（107年6月）
- 衛生福利部中央健康保險署 蔡淑鈴副署長（107年6月）
- 日本醫療法人輝生醫院 王輝生理事長（112年6月）
- 中國醫藥大學健康照護學院 李正淳院長（112年6月）
- 勝昌製藥廠股份有限公司 李威著總經理（112年6月）
- 臺北榮民總醫院護理部 明金蓮主任（112年6月）
- 中國醫藥大學董事 孫茂峰特聘教授（112年6月）
- 義大醫院醫事副院長兼智慧醫療中心 許朝添執行長 （112年6月）

### 知名校友
- 張煥禎，壢新醫院院長，兩岸醫療交流的前導者之一
- 羅大佑[27]，創作歌手、音樂家
- 蔡長海，中國醫藥大學暨醫療體系董事長，醫學系校友
- 蘇奕彰，衛生福利部國家中醫藥研究所所長，中醫學系校友

## 姊妹院校
與中國醫藥大學結為姊妹院校的機構包括：

| 中華民國 - 亞洲大學（中亞聯大） - 逢甲大學 - 朝陽科技大學 日本 - 日本藥科大學 - 橫濱藥科大學 - 北見工業大學 - 北海道大學 - 慶熙大學 - 釜山大學 - 大邱大學 - 大田大學 中國大陸 - 北京大學醫學部 - 復旦大學藥學院 - 湖北中醫藥大學 - 河南中醫學院 - 北京中醫藥大學 - 上海中醫藥大學 - 南京中醫藥大學 - 浙江中醫藥大學 - 浙江大學藥理毒理與生化藥學研究所 - 黑龍江中醫藥大學 - 廣州中醫藥大學 - 福建中醫藥大學 - 中國藥科大学 - 中國醫科大学 - 中國中醫科學院中國醫史文獻研究所 - 國際華夏醫藥學會 香港 - 香港中文大學中醫學院 - 香港教育大學 - 香港浸會大學 - 香港大學中醫藥學院 - 東華學院 | 美国 - 密西西比大學公共衛生學院 - 杜蘭大學 - 南加州大學醫學院 - 南加州健康大學 - 加州大學柏克萊分校 - 加州大學聖地牙哥分校 - 加州中醫藥大學 - 北阿拉巴馬大學 - 俄亥俄州立大學 - 喬治亞州立大學 - 棕櫚海灘亞特蘭大學 LLOYD L. GREGORY藥學院 - 佛羅里達亞特蘭大學 - 新英格蘭大學 - 德州大學休士頓健康科學中心 - 德州大學安德森癌症中心 加拿大 - 布拉克大學 - 維多利亞大學 - 多倫多大學 英国 - 西敏大學 - 中醫藥協會 - 史德林大學 羅馬尼亞 - 國立歐拉迪亞大學 - 私立維索迪斯大學 | 荷蘭 - 萊登大學 奥地利 - 格拉茲醫學大學 捷克 - 莫沙里克大學醫學院 - 百拉斯基大學 蒙古国 - 蒙古衛生大學 - ACH Medical University 越南 - 順化醫藥大學 - 河內藥學大學 - 榮市大學 泰國 - 泰國農業大學 - 孔敬大學 - 瑪希德大學 印度尼西亞 - 日惹大學 - 亞齊大學 马来西亚 - 馬來亞大學 - 拉曼大学 新加坡 - 新加坡中醫學院 - 迦納大學健康科學院 |

## 學生社團
| - 中國醫藥大學學生會 | |
| - 學藝性社團 - 動物權利與環境保護推廣社 - 醫王學社 - 天元圍棋社 - 篆刻社 - 美術社 - 書法社 - 國畫社 - 攝影社 - 醫藥史研究社 - 中藥研究社 - 文藝社 - 電腦研習社 - 傳統醫學典籍研習社 - 手語社 - ACG動漫研究社 - 寵物水族社 - 橋藝社 - 國際文化交流研究社 - 中醫臨床辨證論治研究社 - 天文社 - 中國藥膳研究社 - 傳統醫學研究社 - 醫學人文社 - 籠鳥詩社 - 中國醫校園團契 - 聯誼性社團 - 僑生聯誼社 - 春暉社 - 康輔社 - 聖經真理社 - 創意烹飪社 - 康樂性社團 - 國樂社 - 熱門音樂社 - 口琴社 - 古箏社 - 合唱團 - 康輔社 - 巧佾世界民俗舞蹈社 - 熱門舞蹈社 - 吉他社 - 滑板社 - 管弦樂社 - 魔術社 - 國際標準舞社 - 嘻哈音樂研究社 | - 體能性社團 - 內家拳社 - 梅花拳社 - 劍道社 - 籃球社 - 空手道社 - 足球社 - 合氣道社 - 桌球社 - 劍道社 - 羽球社 - 國術社 - 排球社 - 登山社 - 網球社 - 跆拳社 - 棒球社 - 太極研究社 - 高爾夫球社 - 武術散打社 - 射擊研究社 - 長洪武術社 - 瓶蓋棒球社 - 服務性社團 - 動物權利與環境保護推廣社 - 羅浮蘭傑群 - 口腔衛生服務隊 - 慈幼社 - 公共衛生服務隊 - 慈濟青年社 - 營養推廣服務隊 - 樂艸會 - 護理服務隊 - 知善社 - 口腔健康促進服務隊 - 中國長青社 - 急救服務社 - 運動醫學服務隊 - 杏服醫學服務隊 - 中國法青社 - 機動車輛研究社 - 紫薔薇親善大使團 |